# Воденица Ђорђа Трифуновића у Мелници
Воденица Ђорђа Трифуновића у Мелници (општина Петровац на Млави) подигнута је у првој половини 19. века на Мелничкој реци. Њен први власник био је Пауљ Матејић, војвода из Првог српског устанка, који се нарочито прочуо након битке на Чегру 1809.

## Изглед воденице
Воденица је спратна са правоугаоном основом, димензија 8,30 x 5,80 метара. Темељи су од необрађеног камена, a приземни и спратни зидови су масивне конструкције, зидани црвеним каменом пешчаром и њихова дебљина је 0,65 м. Кров је четвороводан, a кровни покривач је ћерамида.
Зграда воденице има приземни и спратни део. У приземном делу се налази воденица са два воденична камена и соба за воденичара. Спратни део, који је служио за становање власника, састоји се од две просторије, тзв. „кућe” у којој се налази огњиште и собе.
У овом делу Србије ово је јединствен пример да се у једном објекту налази воденица и кућа. До скора, због солидне израде и масивног система градње, воденица је била у релативно добром стању, али јој се кров обрушио и сада убрзано пропада.